# Black Manufacturing Company

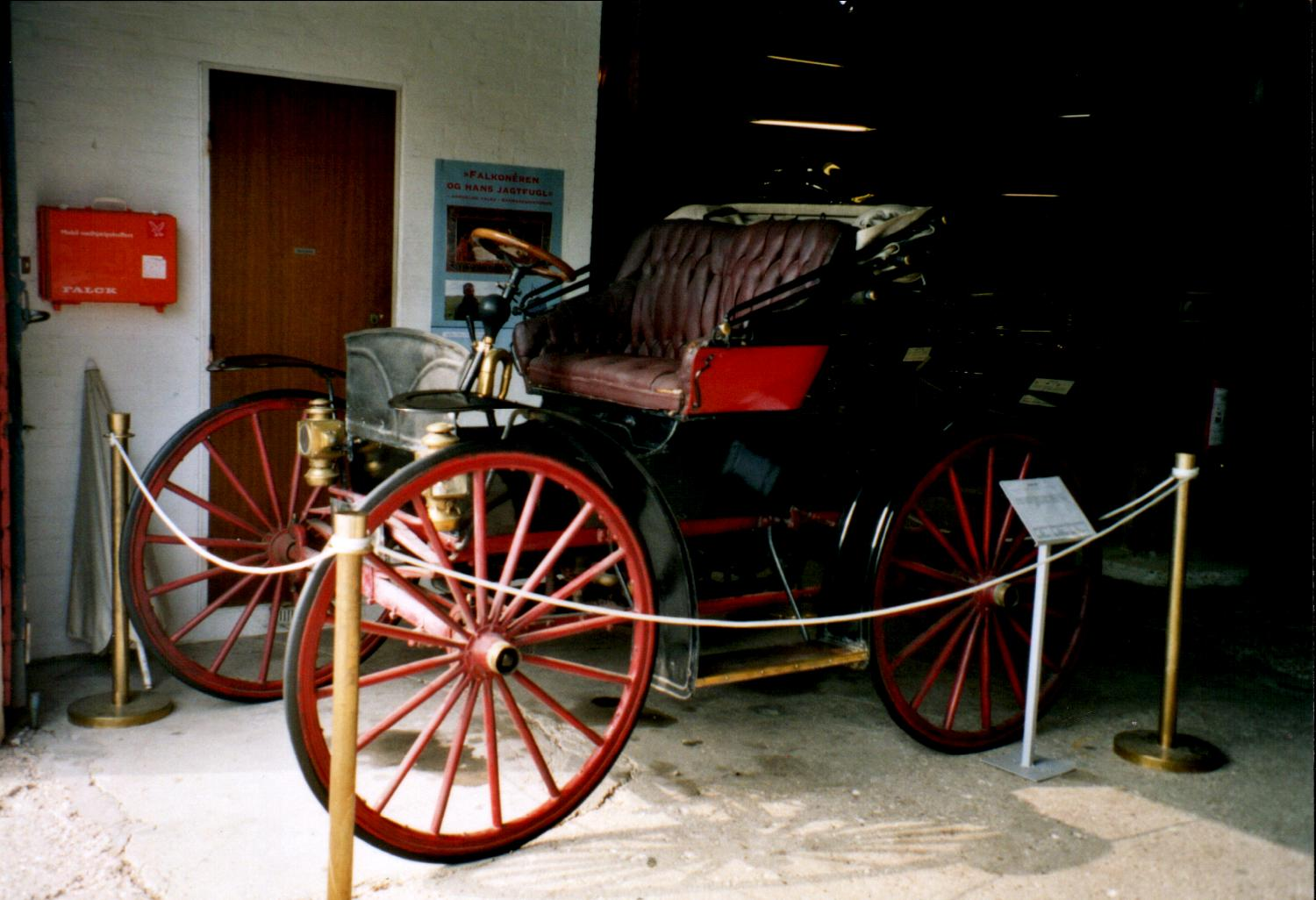
Black als Highwheeler, vom Museum auf 1904 datiert.

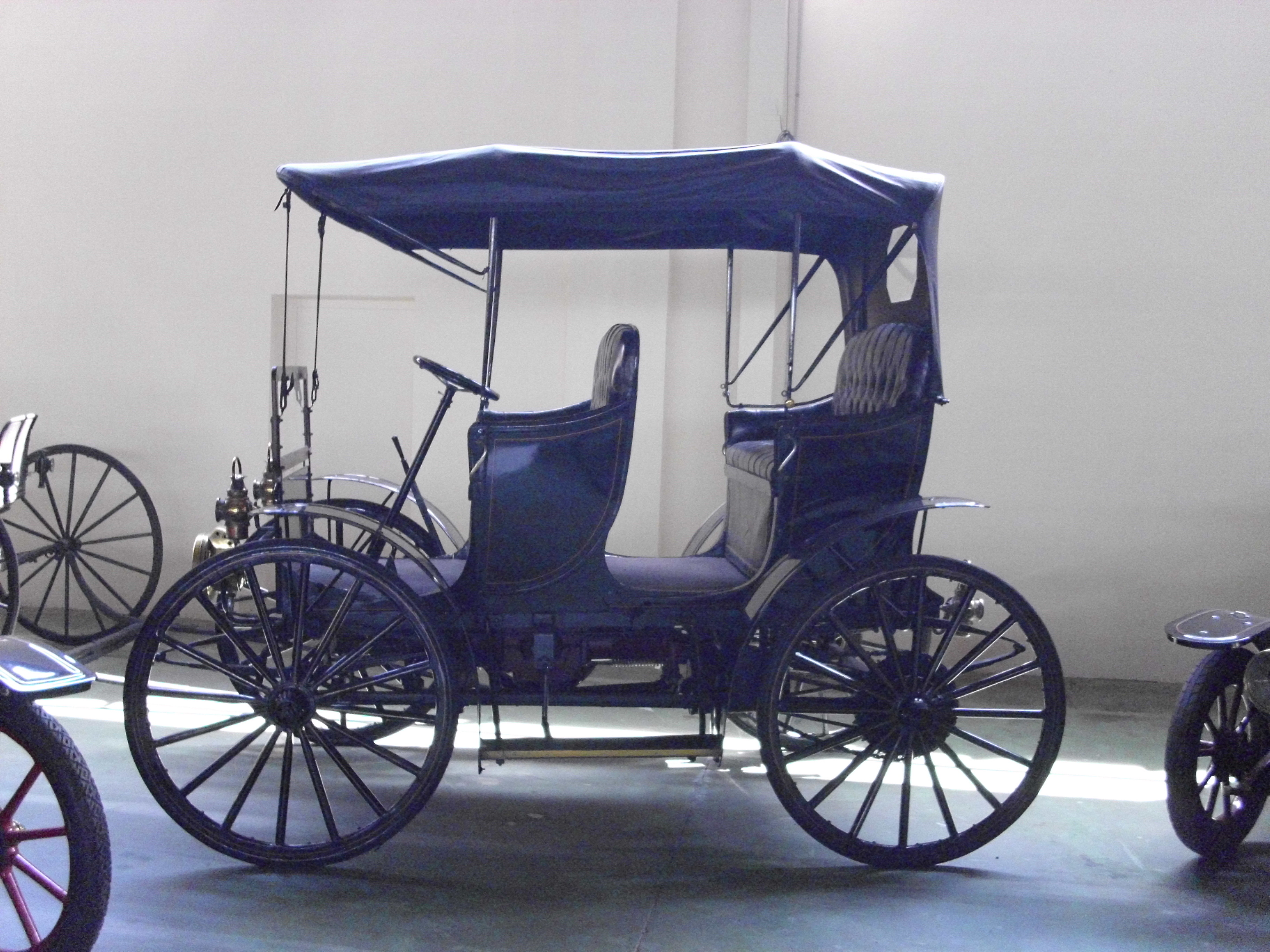
Black von 1908

Die Black Manufacturing Company war ein Automobilhersteller aus den USA.

## Unternehmensgeschichte
Das Unternehmen hatte seinen Sitz in Chicago in Illinois. Die Produktion von Automobilen begann je nach Quelle entweder 1903 oder 1908. W. H. Black war der Inhaber. Markennamen waren Black und Black Crow. 1910 endete die Produktion.

## Fahrzeuge

### Markenname Black
Ein Modell war der Chicago Motor Buggy.
Es waren hochrädrige Fahrzeuge, Highwheeler genannt, die nur 375 bis 450 US-Dollar kosteten. Zum Vergleich: Der in Großserie gefertigte Oldsmobile Curved Dash kostete 650 Dollar.
Der Black hatte einen luftgekühlten Zweizylinder-Ottomotor mit 12 bis 18 bhp (8,8–13,2 kW) Leistung, Kettenantrieb, Steuerung über ein Lenkrad und (damals unüblich) doppelte Bremsen. Der Wagen erreichte Geschwindigkeiten von 3 bis 40 km/h in den unterschiedlichen Gängen und verbrauchte 12,75 l Benzin auf 100 km.
Als Aufbauten standen Surrey und Top Motor Buggy zur Wahl.

### Markenname Black Crow

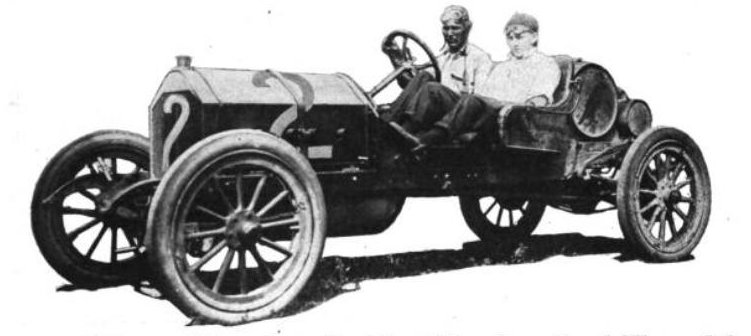
Black Crow (1910)

Von 1909 bis 1910 verkaufte die Black Manufacturing Company einen umbenannten Crow-Elkhart mit Vierzylinder-Reihenmotor, der 25–40 bhp (18,4–29 kW) leistete, als Black Crow.

## Modelle
| Modell              | Bauzeitraum | Zylinder | Leistung         | Radstand     |
| ------------------- | ----------- | -------- | ---------------- | ------------ |
| Chicago Motor Buggy | 1908–1909   | 2 Reihe  | 14 bhp (10,3 kW) | 1765 mm      |
| Black               | 1908–1909   | 2 Reihe  | 18 bhp (13,2 kW) | 1905 mm      |
| Black Crow          | 1909        | 4 Reihe  | 40 bhp (29 kW)   | 2845 mm      |
| Black               | 1910        | 2 Reihe  | 12 bhp (8,8 kW)  | 1905–2096 mm |
| Black Crow 25       | 1910        | 4 Reihe  | 25 bhp (18,4 kW) | 2718 mm      |
| Black Crow 35       | 1910        | 4 Reihe  | 35 bhp (25,7 kW) | 3048 mm      |

Ab 1909 entstanden auch Nutzfahrzeuge. Es waren geschlossene Kastenwagen. Die ersten hatten etwa 500 kg Nutzlast.